# 物忌み
物忌み （ものいみ）とは、ある期間中、ある種の日常的な行為をひかえ穢れを避けること。斎戒に同じ。
具体的には、肉食や匂いの強い野菜の摂取を避け、他の者と火を共有しないなどの禁止事項がある。日常的な行為をひかえることには、自らの穢れを抑える面と、来訪神 (まれびと)などの神聖な存在に穢れを移さないためという面がある。

## 神祇令における物忌み
公的な祭祀における物忌みについては、養老律令の神祇令に定められている。大祭、すなわち大嘗祭においては散斎（あらいみ）一月、致斎（まいみ）三日、中祭は三日、小祭は当日のみとされている。ここに於いて散斎とは軽度の物忌み、致斎とは厳重な物忌みのことである。
同じく神祇令に大祭にかかる散斎の期間中は、通常の執務を行ってよいが、死者の弔い、仏事の法要を行うこと、病人の訪問、肉食、死刑の実施、刑罰言い渡しの署名、笞刑の実施、神事の為の雅楽以外の音楽の演奏、および穢れに関わることを禁ずると定められている。更に伊勢神宮の斎宮に類似する忌語、即ち「死をなおる」と、「病をやすみ」と、「哭くを塩たる」と、「血をあせ」と、「宍を菌」（肉食の禁止に由来）と言い換えることも定める。　致斎においては祭祀に関わること以外の一切が禁じられている。

## 現代の規定
神社本庁では、「斎戒に関する規定」として大祭、中祭は当日および前日、小祭は当日斎戒するものと定めている。斎戒中は、「潔斎して身体を清め、衣服を改め、居室を別にし、飲食を慎み、思念、言語、動作を正しくし、汚穢、不浄に触れてはならない」とされている。

## 民間における物忌み
民間においても、同様の作法が行われていた。祭りの関係者は祭りの前一定期間は歌を歌わない、肉食をしない、下肥を扱わない、などという習慣が行われていた。また、地域によりキュウリ、ゴマなどの摂取を禁止する例もある。
その他に季節ごとの神の来訪に合わせた物忌みが行われていた。例えば神津島では旧暦1月24日夜に海から訪れる神を迎えるため、20日ごろから山に入ることを控え、当日は仕事を休み、物音を立てないようにし、夜間は明かりもつけず、戸を開けることもしないという物忌みが現在も行われている。
祭の中心となる頭屋などには特に長期にわたる物忌みが要求され、やはり散斎と致斎の期間が設けられていた。致斎の期間には特に穢れを防ぐため、精進小屋などで別火生活が行われた。